# Let's Eat Grandma
Let's Eat Grandma是2013年成立的英国音乐组合，由Rosa Walton和Jenny Hollingworth组成。她们于2016年发布了首张錄音室專輯《I, Gemini》，于2018年发布了第二张录音室专辑《I'm All Ears》。

## 历史
Rosa Walton和Jenny Hollingworth出生在诺福克郡的諾里奇。二人在4岁时进入同一学前班，并在13岁时开始共同制作音乐。最初，她们将音乐制作视为一种娱乐活动：她们的乐队名称来自一个旨在强调逗号作用的语法笑话，最初的作品分别名为“愤怒的小鸡”和“把腿从栏杆上拿下来”。
Let's Eat Grandma的首张专辑《I, Gemini》是由二人早期创作的作品构成的，如“Deep Six Textbook”、“Eat Shiitake Mushrooms” 。这张专辑于2016年6月17日由Transgressive Records发行，并在《新音乐快递》《衛報》《Pitchfork》和《Q》上获得了好评。
她们的第二张录音室专辑《I'm All Ears》于2018年6月29日发行。I'm All Ears获得了音乐评论家的广泛赞誉，并获得了《Q》的年度专辑奖。
2021年9月20日，她们发布了单曲《Hall of Mirrors》。2021年11月，她们宣布她们的第三张专辑《Two Ribbons》将于2022年4月发行，共含10首歌曲。该专辑于2022年4月19日正式发行。
Rosa Walton还为电子游戏《赛博朋克2077》创作了歌曲〈I Really Want to Stay at Your House〉。这首歌曲也是《赛博朋克2077》的衍生动画《赛博浪客》的主要插曲。